# Aero A-35
Аеро А-35  је чехословачки једномоторни, вишеседи, једнокрилни висококрилац (парасол) авион, који се користио као путнички или транспортни авион, између два светска рата и у току Другог светског рата.

## Пројектовање и развој
Идеја за пројектовање чехословачког транс Атланског авиона потекла је од два војна пилота Франтишка Малковски и Лудвига Павловски. Ова идеја због великих ризика није наишла на официјелну подршку али је Фабрика за производњу авиона Аеро понудила прототип једног оваквог авиона назван А-35, а Министарство за јавне радове је подржало идеју да се направи путничко/транспортни авион за превоз пет путника и једног пилота.
Авион је први пут полетео 1928. године. Пројектовао га је инж. Антонин Хусник (чеш. инг. Antonín Husník 18.11.1894 - 20.08.1948) као трансатлантски авион а производила га је чехословачка фирма Aero Vodochody.

## Технички опис
Авион Аеро A.35 је једнокрили, висококрилни, вишеседи једномоторни авион дрвене конструкције и фиксним стајним трапом.
Труп авиона Аеро A.35 је био правоугаоног попречног пресека. Носећа структура трупа авиона је била направљена као решеткаста дрвена конструкција. Кљун авиона је био обложен лимом, а путничка кабина дрвеном лепенком.  Био је простран тако да се у њега без проблема могла сместити комплетна посада и путничка кабина. Кабина има систем за грејање и проветравање.
Путничка кабина са пилотском, представља једну целину, у њој се налазе четири дрвене тапациране столице столице, са наслонима за руке. На бочним странама путничке кабине се налазе са сваке стране по два правоугла прозора што путницима омогућава леп поглед у току лета. У кабини се налази тоалетни простор и простор за пртљаг.
Погон прототипа је био један радијални ваздухом хлађени мотор са 5 цилиндара Wright Whirlwind J-6-5 снаге 123 kW (165 KS). Авиони из серијске производње су били опремани моторима Walter Castor. То је радијалним ваздухом хлађени мотор са 7 цилиндара и снаге 179 kW (240 KS). На вратилу мотора су биле причвршћене дрвене двокраке вучне, елисе непроменљивог корака и пречника око 5 m.
Крила су релативно танког профила ослоњена са профилисаним упорницама на конструкцију стајног трапа. Конструкција крила је била од дрвета са две дрвене рамењаче, а облоге од импрегнираног платна. Облик крила је био готово правоугаоник, са благо заобљеним крајевима. Нападна линија крила је била управна на осу трупа авиона. На спојевима крила изнад кабине су били смештени резервоари за гориво.
Репни делови вертикални и хоризонтални стабилизатори и кормила правца и висине су имали конструкцију од дрвета а облогу од импрегнитаног платна. Хоризонтални стабилизатори су упорницама са доње стране били ослоњени на труп авиона а затезачима са горње стране за вертикални стабилизатор.
Стајни трап је био класичан фиксан са гуменим точковима великих димензија. Састојао се од троугласте виљушке причвршћене за труп авиона и вертикални носач у коме је био уграђен уљни амортизер. На крају репа авиона налазила се еластична дрљача као трећа ослона тачка авиона.

### Варијанте авиона Аеро А-35
Мада су авиони Аеро А-35 имали исту ознаку постојала је разлика између њих: Прототип је имао други мотор у односу на авионе серијске производње. Прва серија авиона која је рађена за ЧСА се разликовала од друге серије која је рађена за Бата Ко. по томе што су авиони рађени за Бату имали већи долет.
- Аеро А-35 прототип - авион са моротом  Wright Whirlwind J-6-5 снаге 123 kW (165 KS).
- Аеро А-35 ČSA - авион са мотором Walter Castor снаге 179 kW (240 KS), производна серија 6 авиона.
- Аеро А-35 BATA - авион са мотором Walter Castor снаге 179 kW (240 KS) са повећаним резервоарима горива серијска производња 5 авиона.

## Земље које су користиле авионе Аеро А-35
- Чехословачка
- Краљевина Југославија
- Трећи рајх

## Оперативно коришћење
Укупно је произведено 12 авиона Аеро А-35, један прототип, шест авиона за Чехословачку ваздухопловну компанију ЧСА (ČSA - Československe Statni Aeroline) и пет авиона за компанију "Бата".

### Авион Аеро А-35 у Југославији
Један од својих авиона Аеро А-35, регистарских ознака OK-ATD, компанија Бата је пребацила у своју југословенску филијалу у Борову 1935. године где је авион добио југословенску регистрацију YU-PDE. Након извесног времена компанија Бата је овај авион продао југословенском Аероклубу и био је додељен Месном одбору Аероклуба у Борову. Авион је служио за обуку спортских пилота, тренажу и промотивне летеве у циљу популаризације ваздухопловства у Југославији. С обзиром да је МО Аероклуба Борово био добро опремљен авионима нарочито доласком нових авиона Злин XII, 1938—39. године, авион Аеро А-35 је додељен МО аероклуба у Карловцу. 
Уочи Другог светског рата авион А-35 је реквирирало ВВКЈ, био је офарбан у маскирне боје војног ваздухопловства и прикључен транспортној екадрили. У Априлском рату 1941. године авион су заробили Немци и даља судбина му је непозната.